# Peter Walker
Peter Douglas Conyers Walker (Huby, Yorkshire, 7 de octubre de 1912-Newtown, Worcestershire, 1 de marzo de 1984), más conocido como Peter Walker, fue un piloto de automovilismo británico que disputó cuatro carreras de Fórmula 1.

## Carrera
Participó en la primera carrera de la historia de la Fórmula 1, el GP de Gran Bretaña, disputada el 13 de mayo de 1950, que formaba parte del campeonato del mundo de la temporada 1950 de F1.
Peter Walker participó en un total de cuatro carreras puntuables por el campeonato de la F1, comenzando por la carrera inaugural de la misma: GP de Gran Bretaña de 1950 el GP de Gran Bretaña de las temporadas (1951 - la única carrera que logró terminar - y 1955) y el GP de los Países Bajos también de 1955.
Walker también disputó muchas carreras no puntuables del mundial de la Fórmula 1.

## Resultados

### Fórmula 1
(Clave) (negrita indica pole position) (cursiva indica vuelta rápida)

| Año     | Escudería              | 1        | 2   | 3   | 4   | 5       | 6        | 7   | 8   | Pos. | Puntos |
| ------- | ---------------------- | -------- | --- | --- | --- | ------- | -------- | --- | --- | ---- | ------ |
| 1950    | Peter Walker           | GBR Ret* | MON | 500 | SUI | BEL     | FRA      | ITA |     | NC   | 0      |
| 1951    | BRM Ltd.               | SUI      | 500 | BEL | FRA | GBR 7   | GER      | ITA | ESP | NC   | 0      |
| 1955    | Stirling Moss          | ARG      | MON | 500 | BEL | NED Ret |          |     |     | NC   | 0      |
| 1955    | Rob Walker Racing Team |          |     |     |     |         | GBR Ret* | ITA |     | NC   | 0      |
| Fuente: |                        |          |     |     |     |         |          |     |     |      |        |